# Sønderbro Fight
Boldklubben Sønderbro Fight er en dansk fodboldklub beliggende i det nordlige Amager, København. Klubbens hold afvikler deres træning og hjemmebanekampe på de nærliggende boldbaner på Kløvermarkens Idrætsanlæg. Klubben er tilknyttet Københavns Boldspil-Union (KBU) og derigennem Dansk Boldspil-Union (DBU) og Danmarks Idræts-Forbund (DIF). Klubbens førstehold for herrer spiller i 2010-sæsonen i Serie 2 under KBU. Klubben består primært af herrehold, men har dog et enkelt dameseniorhold i 7-mandsturneringen under KBU.

## Klubbens historie
Klubben stiftedes i fjerde kvartal af 2000 og er resultatet af en fusion mellem to naboklubber, Sønderbro af 1925 (stiftet i 1925 og Sømændenes Idrætsklub Fight (S.I.K. Fight, stiftet i 194?), som primært skyldtes faldende medlemstal og stigende risiko for opløsning indenfor en årrække for begge fodboldklubber. Sønderbro af 1925 var oprindelig tilmeldt under fanerne hos Fodboldudvalget hos Dansk Arbejder Idrætsforbund (D.A.I. Fodbold) før man efter næsten 70 års medlemskab gik over til KBU. Allerede i 1996 stillede man op med et fælles veteranhold klubberne imellem før man fem år senere besluttede at samle kræfterne og gennemføre en fuldstændig fusion efter initiativ fra Sønderbro's daværende klubformand Dan F. Jørgensen (som blev næstformand i fusionsklubben). Efter et orienteringsmøde i oktober 2000 afholdtes ekstraordinære generalforsamlinger i begge moderklubber, som godkendte sammenlægningen. Klubbens nye navn blev demokratisk valgt af medlemmerne ved den stiftende generalforsamling.
2001-sæsonen blev fusionklubbens første, hvor man opstillede fire seniorhold i KBUs turneringer: 1. holdet (Serie 1), 2. holdet (Serie 4), 3. holdet (Serie 4) og 4. holdet (Serie 5). Til 2007-sæsonen kom man dog ned på to seniorhold i KBUs turneringer. Sønderbro Fights første 1. holdskamp blev spillet lørdag den 31. marts 2001 kl. 15:00 ude mod Boldklubben Amalie (på Kløvermarken), mens den første officielle hjemmebanekamp spilledes den efterfølgende weekend den 7. marts mod Boldklubben 1950. Michael Calundann er spilleren med flest kampe på førsteholdet (313 kampe og 27 mål siden 2001), mens Anders Thøgersen er den spiller, som samlet set har det største antal scoringer på 1. herresenior-holdet (98 kampe og 83 mål) – siden grundlæggelsen (pr. december 2015). Klubbens dameafdeling har været med siden klubbens start.
Det nuværende klubhus lokaliseret i den nordvestlige sektion af Kløvermarken, ud mod Kløvermarksvej 50, som er i klubbens eje, ledes og drives af klubbens medlemmer, og var det tidligere klubhus for Sønderbro af 1925. Foreningens medlemsblad er udkommet siden januar/februar 2001, mens klubbens officielle websted har været oppe siden begyndelsen af 2001 (i første omgang på adressen http://hjem.get2net.dk/sonderbro_fight før man tog den nuværende hjemmeside adresse http://www.sonderbro-fight.dk/ i brug i juli 2001).
Australsk fodboldklubben Amager Tigers var i perioden frem til og med 2005 (hvor de blev opløst) løst tilknyttet Sønderbro Fight, idet man var fulgt med S.I.K. Fight i forbindelse med fusionen.

### Oversigt over bestyrelsesformænd
- 2000-: Jean Frank Lindhardsen

### Oversigt over cheftrænere
- 2001-2001: Niels Anton
- 2001-2003: Helge Kristoffersen
- 2003-2005: Lasse Olesen
- 2005-2005: Brian Niclasen
- 2006-2007: Søren Schrøder
- 2007-2009: Jan Petersen
- 2009-2011: Rasmi Khalil
- 2011-2013: Jesper Bo Seidler
- 2013-2014: Jan Vedel
- 2015-2021; Jens Østerbye
- 2021-2022: Anders Thøgersen
- 2022-nu     Brian Niclasen

## Klublogo og spilledragt
Klubbens grafiske identitet blev taget i brug kort efter den stiftende generalforsamling i 2000. Det ellipse-formede klublogo er designet i fusionsklubbens to primære farver, orange og sort, som er blevet til ved en visuel sammenblanding af de sort/gule klubfarver fra Sønderbro af 1925 og de hvid/røde klubfarver fra Sømændenes Idrætsklub Fight for på denne måde at signalere fusionklubbens historiske baggrund tydeligere. Farvekombinationen er endvidere genanvendt i spilledragten, hvis grundlæggende udformning består af en orange trøje sammen med sorte strømper og shorts. En tremastet fuldrigger (i sort) fra ældre tid er benyttet for at symbolisere rødderne til den ene moderklub, S.I.K. Fight, hvor de centrale elementer i moderklubbens oprindelige rød/sorte cirkel-formede logo bestod af et stort skibsanker mens et kæde (lænket til ankeret) omfavnede logoets nederste sektion med klubbens navn, "Fight". For visuelt at vise rødderne til den anden moderklub, besluttede man sig at genbruge man den centrale femtakkede sorte stjerne i Sønderbro af 1925's logo. Elementerne er lokaliseret ovenpå et lodret banner, der krydses af et identisk vandret placeret banner med klubbens navn.

## Klubbens resultater

### DBUs Landspokalturnering
Klubben er endnu ikke nået forbi de lokale indledende runder, der kvalificerer holdet til DBUs Landspokalturnering, men var i 2012 snublende tæt på, da klubben i sidste kvalifikationsrunde til Landspokalturneringen tabte knebent til KS holdet, AB Tårnby.

### Bedrifter i Danmarksturneringen
De sportslige resultater for klubbens førstehold i Danmarksturneringen og KBUs rækker igennem årene:
| N. | Række                               | Nr.       | Statistik        | Topscorer | Bem. |
| 8 | KBU Serie 2, Pulje 1 (4) 2012/13    | 4. plads  | 26-15-3-8 74-57  | i/t       | Igangværende |
| 8 | KBU Serie 2, Pulje 1 (4) 2011/12    | 8. plads  | 26-9-5-12 46-57  | i/t       | |
| 8 | KBU Serie 2, Pulje 1 (4) 2010/11    | 7. plads  | 26-11-5-10 54-47 | i/t       | |
| 8 | KBU Serie 2, Pulje 1 (4) 2009/10    | 14. plads | 26-7-4-15 46-73  | i/t       | Da Club Wowern lukkede som klub og dermed trak sig efter turneringsafslutning forblev Sønderbro Fight i Serie 2 til trods for nedrykningsplads |
| 8 | KBU Serie 2, Pulje 1 (4) Forår 2009 | 5. plads  | 13-7-2-4 25-23   | i/t       | |
| 8 | KBU Serie 3, Pulje 1 (7) 2008       | 4. plads  | 26-15-7-4 57-38  | i/t       | Oprykning idet KBU lavede turneringsformen om, således at der var fire oprykkere den sæson.                                                    |
| 8 | KBU Serie 2, Pulje 1 (4) 2007       | 14. plads | 26-5-3-18 44-87  | i/t       | Nedrykning |
| 8 | KBU Serie 2, Pulje 1 (4) 2006       | 7. plads  | 26-13-2-11 54-57 | i/t       | |
| 8 | KBU Serie 2, Pulje 1 (4) 2005       | 12. plads | 26-6-2-18 33-75  | i/t       | |
| 8 | KBU Serie 2, Pulje 2 (42) 2004      | 5. plads  | 21-9-3-9 63-63   | i/t       | |
| 8 | KBU Serie 2, Pulje 1 (4) 2003       | 11. plads | 26-7-3-16 59-86  | i/t       | |
| 8 | KBU Serie 2, Pulje ? (?) 2002       | 12. plads | 26-6-2-18 37-85  | i/t       | |
| 7 | KBU Serie 1, Pulje ? (2) 2001       | 14. plads | 26-1-6-19 35-92  | i/t       | Nedrykning |
| i/t: Ikke tilgængelig, N.: Rækkens niveau i den pågældende sæson, Nr.: Slutplacering, Bem.: Bemærkning(er) |                                     |           |                  |           | |

### Seniorhold i rækkerne
Klubbens førstehold for herrer i rækkerne:

## Ekstern kilde/henvisning
Sønderbro Fights officielle hjemmeside